# 末松誠
末松 誠（すえまつ まこと、1957年11月30日 - ）は、日本の医師、生化学者。慶應義塾大学医学部教授。活性酸素とヘム代謝の病態生化学や、ガス状メデイエーターによる血管機能の調節機構を主な研究分野としている。最近は、人工血液の分野に業績を残している。
国立研究開発法人日本医療研究開発機構初代理事長、慶應義塾大学医学部教授（医化学教室）等を歴任。

## 人物・功績
2003年には文部科学省リーディングプロジェクト「細胞・生体機能シミュレーションプロジェクト」拠点代表者を務め、2007年には日本学術振興会グローバルCOEプログラム「In vivo ヒト代謝システム生物学拠点」拠点代表者を務めた。
国立がん研究センター理事、理化学研究所次世代計算科学研究開発運営委員会委員、厚生労働省厚生科学審議会科学技術部会委員も務めている。
好きな言葉は、「照一隅者是国士（一隅を照らす者是国士なり）」。

## 略歴
- 1957年 東京都生まれ[2]
- 1976年 千葉県立千葉高等学校卒業[3][4][5]
- 1983年 慶應義塾大学医学部卒業
- 1988年 慶應義塾大学助手、医学部内科学教室に配属、1990年には中央臨床検査部内視鏡部門へと移る
- 1990年 第14回ヨーロッパ微小循環学会Young Investigator's Award受賞
- 1991年 慶應義塾大学医学部内科学教室に帰室、直ちにカリフォルニア大学サンディエゴ校応用生体工学部に留学
- 1996年 慶應義塾大学助教授（医化学教室）就任、後に教授に昇格
- 2007年 慶應義塾大学ヒト代謝システム生物学研究センター所長、慶應義塾大学医学部長就任
- 2011年 サントリー生命科学財団生物有機科学研究所所長就任
- 2015年 国立研究開発法人日本医療研究開発機構初代理事長就任
- 2020年 日本医療研究開発機構理事長退任

## 受賞歴
- 第24回「安藤百福賞」大賞[6]

## 外部サイト
- 医学部長挨拶 - 慶應医学部HP